# Ból fantomowy
Ból fantomowy – nieprzyjemne wrażenie, odczuwane np. w miejscu nieistniejącej, amputowanej kończyny (ból „kończyny fantomowej”) lub innej nieistniejącej części ciała, niezwiązana z bezpośrednim działaniem bodźców bólowych lecz z trwałością wcześniej wytworzonych neuronowych połączeń z odpowiednimi częściami kory mózgu.

## Charakterystyka bólu fantomowego
- może pojawić się zaraz po amputacji lub kilka miesięcy lub nawet lat po operacji
- nasilenie doznań bólowych jest różne u poszczególnych osób
- czynniki ryzyka wystąpienia bólu fantomowego
  - wiek średni lub podeszły
  - duże dolegliwości bólowe chorej kończyny przed amputacją
  - amputacja kończyny częściej niż amputacja piersi
  - w wypadku amputacji piersi, częściej gdy przed menopauzą
- najczęściej ból ciągły, okresowo nasilający się
- ból tępy, piekący lub skurczowy
- ból typu rażenia prądem
- ból występuje rzadziej u pacjentów, którzy wcześnie rozpoczęli leczenie i zaczęli używać protezy

Na podstawie: Jerzy Wordliczek, Jan Dobrogowski (red.): Ból ostry. Kraków: Wydawnictwo Uniwersytetu Jagiellońskiego, 2002, s. 53-54. ISBN 83-233-1618-X..

## Elementy historii badań
Zjawisko występuje powszechnie i było znane od dawna – fascynowało np. Kartezjusza. Pod wrażeniem obserwacji małej dziewczynki, cierpiącej po amputacji dłoni, gdy rozwinęła się w niej gangrena, napisał: „utraciłem wiarę w prawdziwość moich zmysłów”. Pierwsze wątpliwości, czy wrażenia zmysłowe prowadzą do prawdy, mogły być początkiem drogi do stwierdzenia „Cogito ergo sum”. 

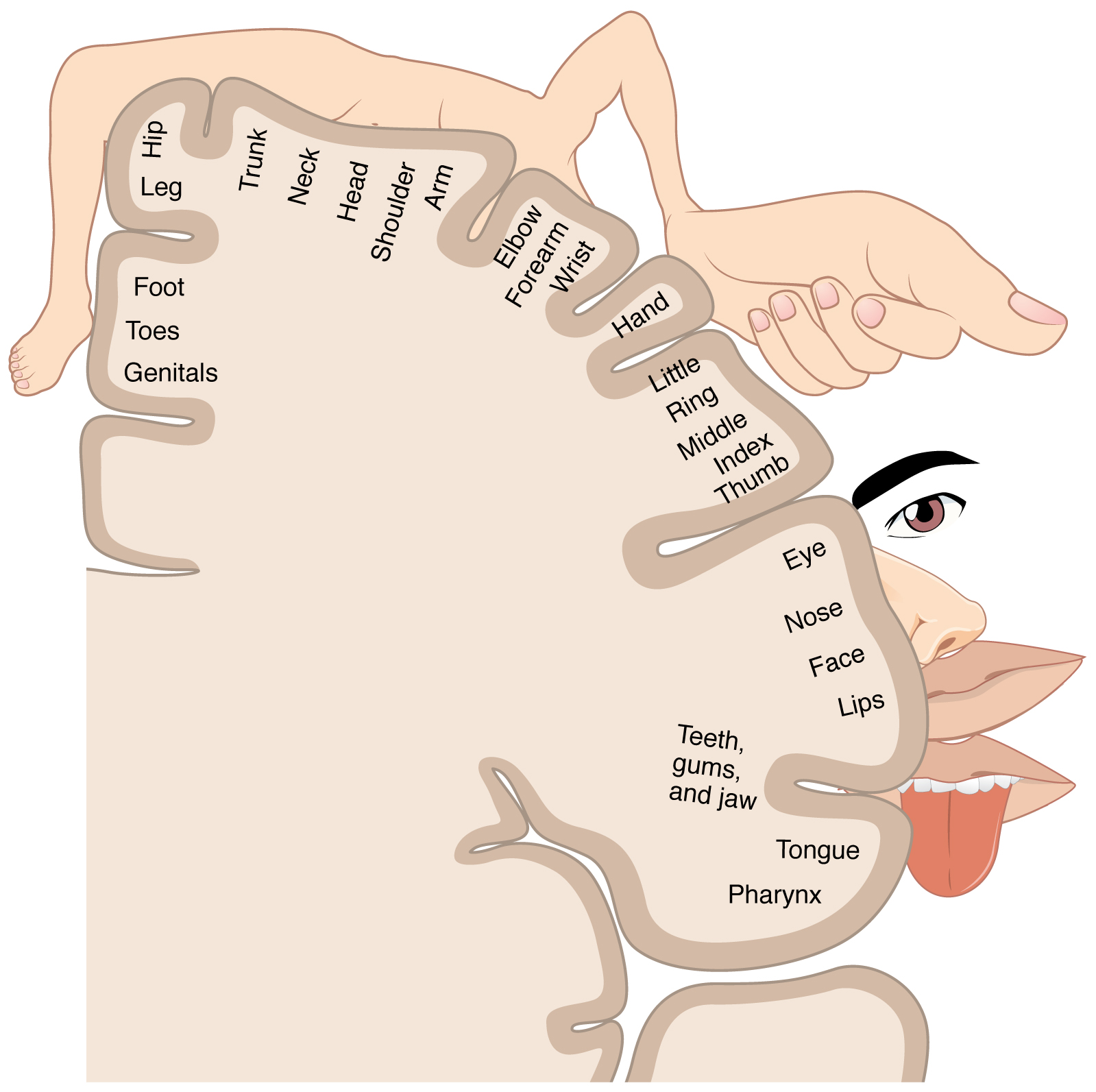
Ilustracja znaczenia różnych zmysłów jako porównanie wielkości odpowiednich pól kory mózgu (zob. cytoarchitektonika i pola Brodmanna) – ból fantomowych nóg jest słabszy od bólu dłoni (najwięcej receptorów dotyku znajduje się na wargach, opuszkach palców, podeszwach stóp)

Przetrwały informacje o bólu, który odczuwał Horatio Nelson po amputacji ręki (1797). O podobnych przypadkach bólu pisali m.in. Erasmus Darwin, Moses Mendelssohn i Herman Melville (Moby Dick). 
Silas Weir Mitchell
Informacje o przeżyciach tysięcy żołnierzy, którzy stracili kończyny w czasie wojny secesyjnej, spopularyzował Silas Weir Mitchell (twórca określenia „fantomowa kończyna”). Podjął on systematyczne (pionierskie) badania w tej dziedzinie, ustalając m.in. że bóle odczuwa 95% pacjentów po amputacjach, mają różny charakter i różną siłę – np. bóle obciętych palców są silniejsze niż fantomowych nóg, bólowi może towarzyszyć wrażenie sparaliżowania lub wrażenie możliwości ruchu (niektórzy pacjenci próbują np. nieistniejącą ręką uchwycić kapelusz, porywany przez podmuch wiatru). Opisał przypadki przenoszenia na fantom bólu odczuwanego przed amputacją, np. bólu artretycznego, oraz liczne inne obserwacje. Opisy mają głównie formę beletrystyczną, ponieważ Mitchell obawiał się niezrozumienia ze strony redakcji czasopism naukowych (narracyjna dokumentacja przypadków nie była dobrze widziana) i sensacyjnych prasowych doniesień o „duchach kończyn”.
Późniejsze badania naukowe potwierdziły przypuszczenia Mitchella, że w mózgu znajduje się mapa ciała człowieka–istoty dysponującej czterema kończynami, co tłumaczy możliwość odczuwania bólu kończyn nieistniejących nawet od urodzenia. 
Vilayanur S. Ramachandran
Współcześnie wielkie zainteresowanie budzą wyniki prac V.S. Ramachandrana, który opracował metodę walki z bólem fantomowym, związaną ze zjawiskiem neuroplastyczności. Polega na treningu z użyciem luster, dzięki którym pacjent może „widzieć fantom”, którego ruchami kieruje (zob.  V.S. Ramachandran – Kończyny fantomowe). Umożliwia to stopniowe „rozprzęgnięcie” wspólnie rozładowujących się neuronów kory czuciowej i ruchowej.  „Rozprzęgnięcie”  nie jest łatwe – terapia wymaga powtórzeń, jednak zdarzają się przypadki całkowitego wyleczenia.